# کوه لیوتی
کوه لیوتی یک قله کوه با ارتفاع ۳٬۰۴۵-متر (۹٬۹۹۰-فوت) است که درکاناناسکیس در رشته کوه‌های راکی کانادایی آلبرتا، کانادا واقع شده‌است. کوه لیوتی در ۲ کیلومتری شرق شکاف قاره ای، در پارک استانی پیتر لوگید واقع شده‌است.
کوه لیوتی را می‌توان از دریاچه کاناناسکیس بالا و بزرگراه ۴۰ آلبرتا دید.
این کوه در سال ۱۹۱۸ به نام ژنرال لوئیس هوبرت گونزالو لیوتی (۱۸۵۴–۱۹۳۴)، افسر ارتش فرانسه و مارشال فرانسه در سال ۱۹۲۱ نامگذاری شد. نام این کوه در سال ۱۹۲۴ توسط هیئت نام‌های جغرافیایی کانادا رسمی شد. اولین صعود از کوه در سال ۱۹۳۰ توسط کیت (کتی) گاردینر و والتر فیوز انجام شد.